# 対馬市立久田小学校
対馬市立久田小学校（つしましりつ くたしょうがっこう, Tsushima City Kuta Elementary School）は長崎県対馬市厳原町久田にある公立小学校。

## 概要
歴史
1875年（明治8年）に開校した「公立小茂田学区久田分校」を前身とする。2025年（令和7年）に創立150周年を迎える。
学校教育目標
「みずから学び、たくましく生きる力と豊かな心をもった子どもを育てる」
「笑顔いっぱい 真剣いっぱい 元気いっぱい」
校章
中央に「小」の文字を置いている。
校歌
1964年（昭和39年）に制定。作詞は宗武志、作曲は笹森猛正による。歌詞は2番まであり、両番に校名の「久田」が登場する。1993年（平成3年）に厳原町立（現・対馬市立）久田中学校との併設が解消されるまでは、中学校でも同じ校歌が歌われていた。
校区
住所表記で対馬市厳原町の後に「久田、白子、堀田、尾浦、安神、内山、桃木、久和、与良内院、豆酘内院」の続く地域。中学校区は対馬市立久田中学校。

## 沿革
- 1875年（明治8年）4月 - 民家を借用し「公立小茂田学区久田分校」が開校。児童数は男児が15名、女児はなし。
- 1886年（明治19年）6月 - 小学校令により簡易科を設置の上、「簡易久田小学校」に改称。
- 1889年（明治22年）
  - この年 - 向山（延命寺の下）に移転。
  - 7月15日 - この日を創立記念日とする。
  - この頃 -「尋常久田小学校」に改称。尾浦（おうら）分教場[2]を設置。
- 1895年（明治28年）4月 - 「久田尋常小学校」に改称。
- 1908年（明治41年）4月1日
  - 島嶼町村制施行により、久田村が厳原村に編入される。義務教育期間が尋常科4年から尋常科6年に延長され、5年生を設置。
  - 堀田分教場を統合。
- 1909年（明治42年）4月1日 - 6年生を設置。
- 1912年（明治45年）4月1日 - 町村分合の結果、久田村に編入される。豆酘尋常高等小学校から瀬[3]分教場と内山分教場が移管される。
- 1915年（大正4年）4月1日 - 瀬分教場が瀬尋常小学校として分離・独立。
- 1916年（大正5年）4月1日 - 内山分教場が内山尋常小学校として分離・独立。
- 1917年（大正6年）3月31日 - 安神（あがみ）分教場[4]が安神尋常小学校として分離・独立。
- 実施年月日不明 - 尾浦分教場が尾浦尋常小学校として分離・独立。
- 1921年（大正10年）11月 - 久田村内の尋常小学校の統廃合を行い、久田尋常小学校を本校とし、久和・内院・瀬・内山・安神・尾浦に分教場を設置。
- 1941年（昭和16年）
  - 4月1日 - 国民学校令により、「久田村国民学校」に改称。尋常科を初等科に改称。高等科を併置。
  - 5月14日 - 分校関係通学生のために寄宿舎1棟を建設し、報徳寮と命名。
- 1942年（昭和17年）5月27日 - 竹の隈432番地（現・久田幼稚園）に新校舎を建設。運動場敷地が寄付される。
- 1947年（昭和22年）4月1日 - 学制改革（六・三制）の実施。
  - 旧・国民学校の初等科を改組し、「久田村立久田小学校」とする。久和・内院・瀬・内山・安神・尾浦に分校を設置。
  - 旧・国民学校の高等科を改組し、久田村立久田中学校（新制中学校）とし、小学校に併設する。
- 1948年（昭和23年）
  - 7月21日 - 保護者会が解散し、久田小中学校PTAが発足。
  - 10月31日 - 尾浦分校で4年生以下の授業を実施。それ以上は本校に通学。
- 1951年（昭和26年）2月11日 - 電灯が設置。
- 1953年（昭和28年）6月6日 - 内院分校と安神分校が暴風雨により倒壊し、復旧までの間それぞれ近隣の公民館を仮校舎に授業が行われた。
- 1954年（昭和29年）夏 - 内院分校と安神分校の校舎が復旧。
- 1956年（昭和31年）
  - 4月1日 - 久和分校と内院分校が統合の上、久田村立和内小学校[5]となり分離・独立。
  - 9月30日 - 久田村が厳原町に編入[6]されたことにより、「厳原町立久田小学校」に改称。
- 1957年（昭和32年）
  - 2月24日 - 新校舎建設（第一期工事）に着工。
  - 11月2日 - 音楽室が完成。
- 1960年（昭和35年）4月11日 - 地域住民よりテレビが寄贈される。
- 1961年（昭和36年）4月10日 - 新校舎（第二期工事）が完成。
- 1962年（昭和37年）
  - 4月1日 - 瀬分校を厳原町立豆酘小学校へ移管[7]。
  - 9月9日 - 給食室が完成。
- 1964年（昭和39年）
  - 6月6日 - 校旗を制定。
  - 9月1日 - 校歌を制定。
- 1966年（昭和41年）7月6日 - 完全給食を実施。
- 1967年（昭和42年）7月6日 - 水害により、臨時休校とする。
- 1968年（昭和43年）
  - 3月20日 - 明治百年を記念し、桜30本と梅20本を植樹。また記念池が完成。
  - 5月4日 - 家庭教育学級を開設。
  - 8月16日 - 台風7号により、被害を受ける。
- 1971年（昭和46年）11月8日 - 運動場に土俵が完成。
- 1973年（昭和48年）3月31日 - 尾浦分校[8]を廃止し、本校に統合。
- 1974年（昭和49年）3月31日 - 安神分校[9]を廃止し、本校に統合。
- 1979年（昭和54年）9月1日 - 現在地に新校舎が完成し移転。
- 1990年（平成2年）- 校舎を増築。
- 1991年（平成3年）4月1日 - 厳原町立久田中学校の独立により、併設を解消。
- 2004年（平成16年）3月1日 - 対馬市の発足により、「対馬市立久田小学校」（現校名）に改称。
- 2007年（平成19年）3月31日 - 内山分校[10]を廃止し、本校に統合[11]。
- 2008年（平成20年）4月1日 - 対馬市立内院小学校を統合[12]し、内院分校[13]とする。（52年ぶりに再び久田小学校の分校となる。）
- 2013年（平成25年）3月31日 - 内院分校と対馬市立久和小学校（北緯34度7分59秒 東経129度15分21.5秒 / 北緯34.13306度 東経129.255972度）を統合。
- 2026年（令和8年）4月1日 - 対馬市立豆酘小学校を統合（予定）[14]。

旧・内山分校

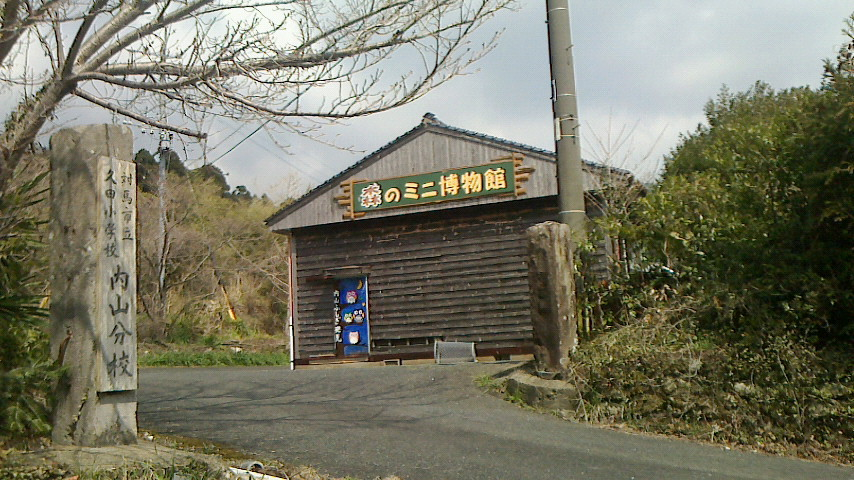
内山分校跡
（現・森のミニ博物館）

- 1901年（明治34年）- 「久田尋常小学校内山分校」として創立。
- 1904年（明治37年）- 校舎を改築。
- 1912年（明治45年）4月1日 - 「久田尋常小学校内山分教場」に改称。
- 1916年（大正5年）4月1日 - 久田尋常小学校より分離し「内山尋常小学校」として独立。
- 1921年（大正10年）11月4日 - 統合により再び「久田尋常小学校内山分教場」となる。
- 1941年（昭和16年）4月1日 - 国民学校令の施行により「久田国民学校内山分教場」に改称。
- 1947年（昭和22年）4月1日 - 学制改革により「久田村立久田小学校内山分教場」に改称。
- 1948年（昭和23年）12月31日 - 1学級増加が認可され、2学級編成となる。
- 1952年（昭和27年）4月25日 - 校舎を新築。
- 1956年（昭和31年）9月30日 - 町村合併により「厳原町立久田小学校内山分校」に改称。
- 1961年（昭和36年）3月 - へき地集会室が完成。運動場を拡張。
- 1962年（昭和37年）11月 - 給食室が完成。
- 2004年（平成16年）3月1日 - 対馬市の発足により「対馬市立久田小学校内山分校」に改称。
- 2007年（平成19年）3月31日 - 閉校。

旧・内院分校
- 1875年（明治8年）- 豆酘内院に創立。

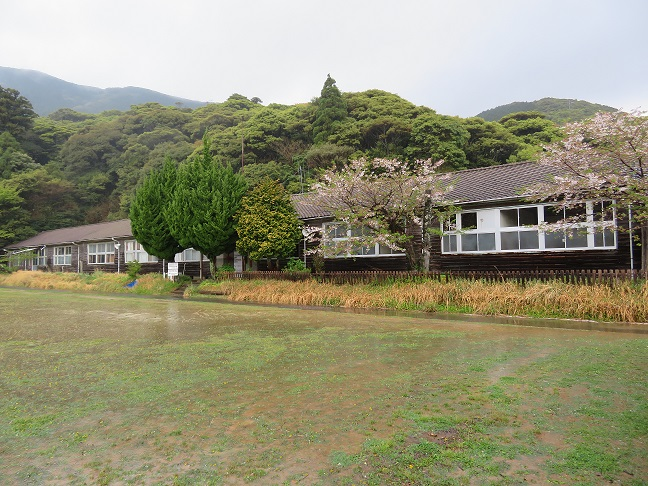
内院分校跡

- 1877年（明治10年）- 豆酘小学校の管理下に置かれる。
- 1886年（明治19年）6月 - 簡易科（修業年限3年）を設置の上、「簡易豆酘内院小学校」に改称。
- 1895年（明治28年）4月 - 「豆酘内院尋常小学校」に改称。訓導兼校長に高島金平が就任。
- 1909年（明治42年）7月 - 校舎と教員住宅が完成。
- 1920年（大正9年）4月 - 舞石峠において久田村連合運動会が初めて実施される。
- 1921年（大正10年）4月1日 - 統合により「久田尋常小学校内院分教場」となる。
- 1941年（昭和16年）4月1日 - 国民学校令の施行により「久田国民学校内院分教場」に改称。
- 1943年（昭和18年）4月1日 - 2学級となる。
- 1947年（昭和22年）
  - 4月1日 - 学制改革により「久田村立久田小学校内院分校」に改称。久田中学校内院分校が併設される。
  - 9月 - 中学生は久田村から豆酘村への委託により豆酘村立浅藻中学校に通学することになる（中学校の内院分校が一旦廃止される）。
- 1950年（昭和25年）4月 - 3学級となる。
- 1951年（昭和26年）4月 - 1校舎を増築。
- 1953年（昭和28年）6月6日 - 暴風雨により校舎が倒壊し、神社・住宅等を使用し分散授業が行われる。
- 1954年（昭和29年）7月 - 旧寺屋敷跡（豆酘内院177番地）に新校舎が完成し移転を完了。
- 1956年（昭和31年）
  - 4月1日 - 久田小学校より分離し「久田村立和内小学校内院校舎」として独立。この時中学校内院校舎が併設される。へき地集会室が完成。
    - 久和小学校と内院小学校の統合で、それぞれの校名から1字とって新校名が命名された。校舎は2分校のものが継続して使用された。

  - 4月21日 - へき地集会室が完成。
  - 9月30日 - 町村合併により「厳原町立和内小学校・中学校内院校舎」に改称。
- 1961年（昭和36年）4月1日 - 久和・内院の統合を解消し、「厳原町立内院小学校・中学校」として独立。
- 1963年（昭和38年）10月1日 - 教室を増築。給食室が完成し、ミルク給食を開始。
- 1966年（昭和41年）
  - 9月 - 校門を設置。
  - 11月4日 - 準完全給食を開始。
- 1969年（昭和49年）9月 - 完全給食を開始。
- 2002年（平成14年）4月1日 - 内院中学校の閉校により、小学校単独となる。
- 2004年（平成16年）3月1日 - 対馬市の発足により「対馬市立内院小学校」に改称。
- 2008年（平成20年）4月1日 - 統合により「対馬市立久田小学校内院分校」となる。
- 2013年（平成25年）4月1日 - 対馬市立久田小学校への統合により閉校。
  - 閉校後の内院分校の校舎は、対馬アートファンタジアの会場の1つとして利用されている。

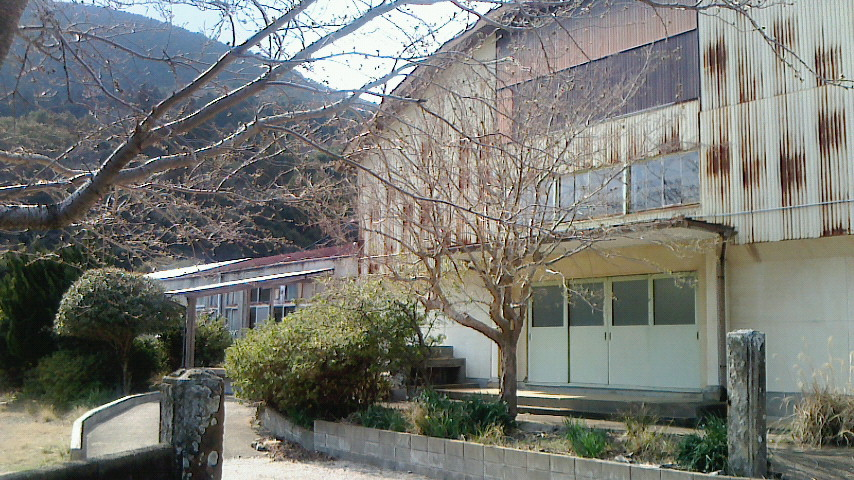
久和小学校跡

旧・久和小学校
対馬市立久和小学校を参照。

## アクセス
最寄りのバス停
- 対馬交通 「久田」バス停

最寄りの県道
- 長崎県道24号厳原豆酘美津島線

## 周辺
- 対馬市立久田中学校
- 厳原久田簡易郵便局
- 厳原総合公園野球場
- 厳原自動車教習所
- 厳原自動車検査登録事務所
- ダシ山（標高314m）
- 久田川
- 嗚呼難儀坂（あなぎざか）